# فرایند بولونیا

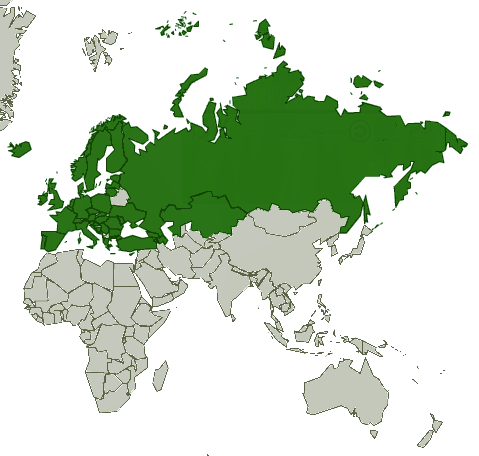
منطقه آموزش عالی اروپا

فرایند بولونیا (انگلیسی: Bologna Process) به مجموعه‌ای از جلسات و توافق‌های وزراء کشورهای اروپایی اطلاق می‌شود، که در راستای اطمینان حاصل کردن از صلاحیت استانداردها و بالا بردن کیفیت مدارک تحصیلی دانشگاهی کشورهای اروپایی انجام گرفت. این فرایند منطقه آموزش عالی اروپا را تحت کنوانسیون پذیرش لیسبون ایجاد کرده‌است. اعلامیه بولونا در سال ۱۹۹۹ توسط وزرای آموزش و پرورش ۲۹ کشور اروپایی در دانشگاه بولونیا به امضا رسید.